# Izsak (cràter)
Izsak és un petit cràter d'impacte que es troba a la cara oculta de la Lluna, per la qual cosa no es pot veure des de la Terra. Es troba a mig camí entre els cràters Fermi al nord-est i Milne al sud-oest. Just al sud d'Izsak apareix el cràter més gran Schaeberle.

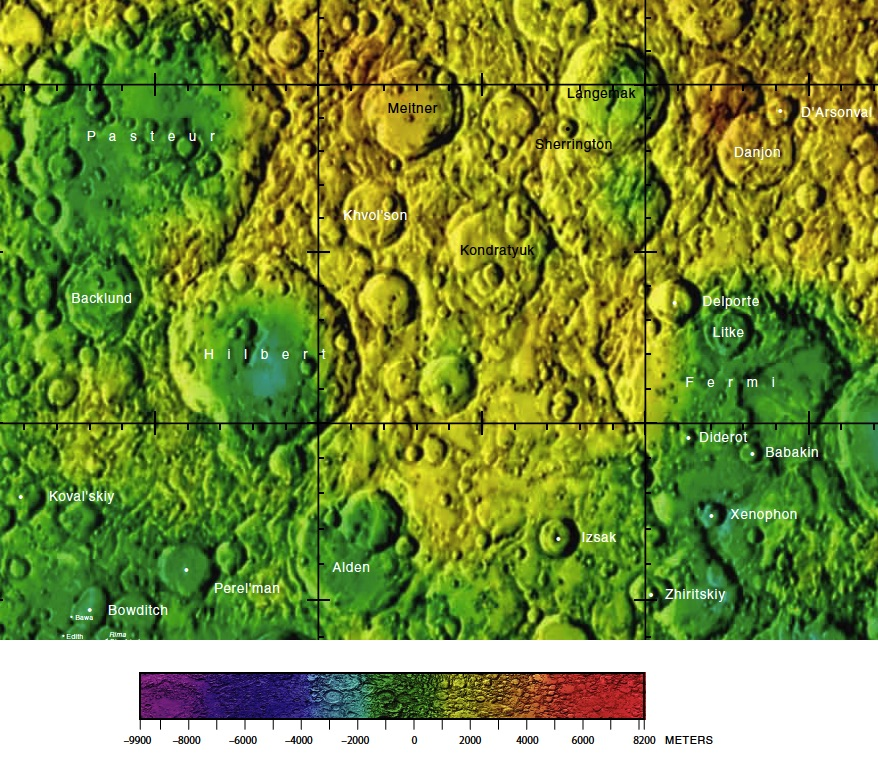
Localització de Izsak (inferior dreta de la imatge)
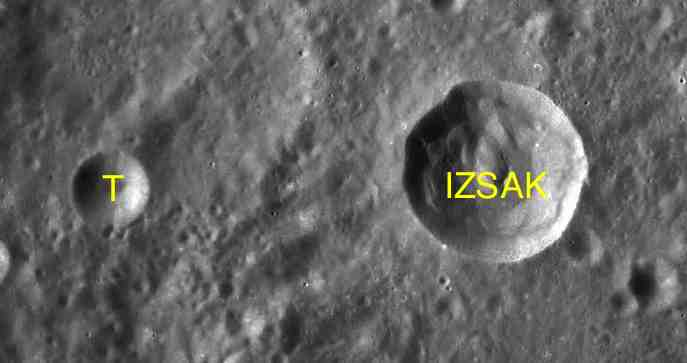
Cràters satèl·lit

Izsak és una formació de cràter circular, gairebé simètrica, amb una vora esmolada que ha patit poca erosió. Al punt mig del sòl interior se situa un petit pic central.

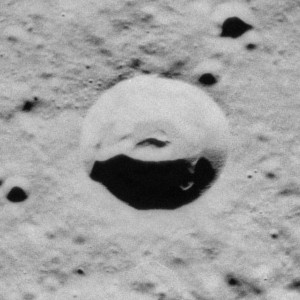
Imatge obliqua des de l'Apollo 17, vista en sentit est
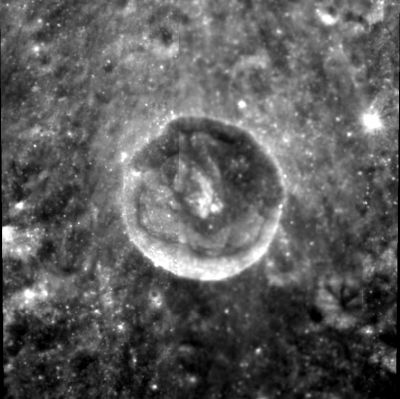
Fotografia de la missió Clementine (1994)

## Cràters satèl·lit
Per convenció aquests elements són identificats en els mapes lunars posant la lletra en el costat del punt central del cràter que està més proper a Izsak.
| Izsak | Coordenades                            | Diàmetre |
| ----- | -------------------------------------- | -------- |
| T     | 23° 12′ S, 114° 48′ E / 23.2°S,114.8°E | 14 km    |